# Osuské
Osuské é um município da Eslováquia, situado no distrito de Senica, na região de Trnava. Tem 11,607 km² de área e sua população em 2019 foi estimada em 603 habitantes.

## Demografia
| Ano:        | 1994 | 2004   | 2014   | 2024   |
| ----------- | ---- | ------ | ------ | ------ |
| Broj ljudi: | 629  | 614    | 606    | 587    |
| Razlika:    |      | -2,38% | -1,30% | -3,13% |

| Ano:               | 2023 | 2024   |
| ------------------ | ---- | ------ |
| Número de pessoas: | 597  | 587    |
| Diferença:         |      | -1,67% |